# TeamGym
TeamGym je týmová soutěž pro muže a ženy, kdy se soutěží na třech nářadích. Ačkoliv sport vychází z gymnastiky, nesoutěží cvičenci v šesti (respektive ženy ve 4 ) klasických disciplínách sportovní gymnastiky.
Tato gymnastická disciplína, má své kořeny ve Skandinávii, konkrétně ve Švédsku a to již od 70. let 20. století. Každý tým je složen z 6 - 12 cvičenců. Týmy mohou být mužské, ženské a mixované (polovina mužů, polovina žen). Základní rozdělení do kategorií je podle věku na Junior (do 16 let) a Senior (od 16 let).
Týmy závodníků předvádějí společný program na hudbu ve třech disciplínách – pohybová skladba, akrobacie a trampolína. Program cvičení obsahuje prvky ze sportovní gymnastiky a akrobacie. Družstvo, které získá po předvedení sestav v jednotlivých disciplínách v součtu nejvyšší počet bodů, vyhrává.
V Evropě TeamGym organizuje Evropská gymnastická unie (francouzsky Union Européenne de Gymnastique, zkráceně UEG).

## Historie
S organizovanými soutěžemi TeamGymu se začalo ve skandinávských zemích v druhé polovině 20. století, konkrétně v roce 1994. I proto se pro TeamGym občas používá výraz "severský trojboj". Úplně první Mistrovství Evropy se uskutečnilo v roce 1996 ve finské Jyväskyle a sportu se říkalo EuroTeam . V roce 2003 došlo ke změně a název byl nahrazen výrazem TeamGym. V prvních ročnících se soutěží účastnily pouze kluby. Od roku 2010 se pořádá oficiální Mistrovství Evropy a jednotlivé země reprezentují jejich národní týmy. Protože je sport velmi mladý a vznikl v Evropě, není mimo tento kontinent příliš rozšířen. Proto se v TeamGymu zatím nepořádá Mistrovství světa a není zařazen do programu Olympijských her.

### Šampionáty a výsledky
|      |      |                      | Muži    | Muži    | Muži           | Ženy    | Ženy     | Ženy    | Mixy           | Mixy           | Mixy    |
| Rok  | R.   | Hostitel             | Zlato   | Stříbro | Bronz          | Zlato   | Stříbro  | Bronz   | Zlato          | Stříbro        | Bronz   |
| ---- | ---- | -------------------- | ------- | ------- | -------------- | ------- | -------- | ------- | -------------- | -------------- | ------- |
| 1996 | I    | Jyväskylä            | Švédsko | Dánsko  | Švédsko        | Švédsko | Estonsko | Německo | Dánsko         | Finsko         | Švédsko |
| 1998 | II   | Odense               | Dánsko  | Švédsko | Dánsko         | Německo | Švédsko  | Finsko  | Česko          | Dánsko         | Česko   |
| 2000 | III  | Birmingham           | Dánsko  | Dánsko  | Švédsko        | Dánsko  | Dánsko   | Německo | Dánsko         | Švédsko        | Dánsko  |
| 2002 | IV   | Châlons-en-Champagne | Dánsko  | Švédsko | Dánsko         | Dánsko  | Švédsko  | Švédsko | Dánsko         | Švédsko        | Dánsko  |
| 2004 | V    | Dornbirn             | Dánsko  | Švédsko | Norsko         | Norsko  | Švédsko  | Dánsko  | Dánsko         | Švédsko        | Norsko  |
| 2006 | VI   | Ostrava              | Dánsko  | Dánsko  | Švédsko        | Švédsko | Island   | Dánsko  | Dánsko         | Švédsko        | Dánsko  |
| 2008 | VII  | Gent                 | Dánsko  | Dánsko  | Švédsko        | Švédsko | Island   | Dánsko  | Dánsko         | Norsko         | Švédsko |
| 2010 | VIII | Malmö                | Dánsko  | Švédsko | Norsko         | Island  | Švédsko  | Norsko  | Norsko         | Švédsko        | Dánsko  |
| 2012 | IX   | Aarhus               | Dánsko  | Švédsko | Norsko         | Island  | Švédsko  | Finsko  | Dánsko         | Norsko         | Švédsko |
| 2014 | X    | Reykjavík            | Dánsko  | Švédsko | Norsko         | Švédsko | Island   | Dánsko  | Dánsko         | Norsko         | Švédsko |
| 2016 | XI   | Maribor              | Dánsko  | Švédsko | Norsko         | Švédsko | Island   | Dánsko  | Švédsko        | Dánsko         | Island  |
| 2018 | XII  | Lisabon              | Dánsko  | Švédsko | Norsko         | Švédsko | Island   | Dánsko  | Švédsko        | Dánsko         | Island  |
| 2020 | XIII | Guimarães            | Švédsko | Island  | Velká Británie | Island  | Švédsko  | Finsko  | Švédsko        | Velká Británie | Itálie  |
| 2022 | XIV  | Lucemburk            | Dánsko  | Norsko  | Švédsko        | Švédsko | Island   | Dánsko  | Velká Británie | Dánsko         | Švédsko |
| 2024 | XV   | Baku                 | Dánsko  | Švédsko | Norsko         | Island  | Švédsko  | Norsko  | Dánsko         | Velká Británie | Švédsko |

## Český TeamGym
V TeamGymu je v současné době velká konkurence. K evropské špičce patří dle výsledků z vrcholných soutěží především skandinávské týmy. I tak se ale český národní tým pravidelně objevuje na Mistrovství Evropy. Ještě v době EuroTeamu v roce 1998 se povedlo týmu FTVS USK Praha v soutěži zvítězit, družstvo Sokola Brno obsadilo třetí místo.
Na Mistrovství Evropy v roce 2018, konaném v Portugalsku, se českému týmu žen povedlo dostat do finále, kde tým obsadil šesté místo.
Nejvyšší dlouhodobá soutěž, kterou Česká gymnastická federace se nazývá Český pohár Teamgym. Každý rok se také udělují mistrovské tituly na Mistrovství České republiky v teamgymu.

## Disciplíny
TeamGym tvoří tyto tři disciplíny.

### Pohybová skladba
Pohybová skladba je sestava, kterou na hudbu předvádí celý tým. Hudba nesmí být pouze kulisou a sestava musí obsahovat gymnastické prvky (např. skoky či obraty), rovnovážné a silové prvky (např. stojky nebo přednosy) a akrobatické prvky (např. přemet nebo salto). Časový limit je od 2 minut a 15 sekund do 2 minut a 45 sekund. Pohybové skladby se účastní všichni členové týmu. Celý program musí být předveden uvnitř závodní plochy veliké 14m x 16m.

### Trampolína
Každý tým předvádí tři série (řady) skoků na malé trampolíně. Minimálně jedna série musí být provedena přes přeskokový stůl a jedna bez něj. V jedné sérii závodí vždy 6 členů týmu, kteří se mohou mezi sériemi měnit. Časový limit je 2 minuty a 45 sekund. První řada musí být společná, což znamená, že všech šest závodníků musí předvést stejný prvek. Druhá a třetí série už není společná, prvky se řadí podle obtížnosti, tj. každý následující cvičenec předvede stejný nebo obtížnější prvek. V každé řadě musí být jiná série prvků - jestliže v první řadě závodníci skákali salto schylmo, ve druhé a třetí řadě už ho jít nemohou. Program je předváděný na instrumentální hudbu.

### Akrobacie
Na akrobatickém pásu závodníci předvádějí tři různé série dynamických akrobatických řad, které obsahují minimálně 3 různé prvky. Platí tu velmi podobná pravidla jako na trampolíně. V každé řadě cvičí vždy 6 závodníků týmu, mezi řadami se mohou měnit. V první sérii musí všichni gymnasté předvést stejný prvek. Ve druhé a třetí sérii mohou předvést stejný prvek či obtížnost zvyšovat tj. každý následující cvičenec předvede stejný nebo obtížnější prvek. Minimálně jedna série musí obsahovat pouze prvky prováděné vpřed, a jedna pouze prvky prováděné vzad. Program je předváděný na instrumentální hudbu. Časový limit je 2 minuty a 45 vteřin.

## Posuzování
Soutěž hodnotí rozhodčí. Dle odbornosti jsou rozhodčí rozděleni do 4 kategorií (kategorie I. - III. + mezinárodní). Rozhodčí udělují body za jednotlivé disciplíny a jsou rozděleni do tzv. panelů. Na každou disciplínu dohlíží 4 - 8 rozhodčích. Na pohybové skladbě jsou dva oddělené panely (jeden v čele a jeden z boku). Na akrobacii a trampolíně sedí všichni rozhodčí pohromadě u jednoho stolu. Každý rozhodčí vydává svoji známku sám a je za ni plně zodpovědný.
Výsledná známka za každou disciplínu je složena z tzv. D, E a C známky. Známka D (Difficulty) je obtížnost, která je tzv. otevřená, nemá žádnou horní hranici. Známka E (Execution) je provedení, kde všechny týmy začínají na hodnotě 10 bodů, která je pak krácena srážkami např. za nesprávně provedené či chybějící prvky apod. Známka C (Composition) je kompozice, která začíná na hodnotě 2 body pro trampolínu a akrobacii a 4 body pro pódiovou skladbu. Součet známek E, D a C dohromady dává výsledné hodnocení za disciplínu.

## Jednodušší varianty

### TeamGym Junior
Český gymnastická federace se rozhodla zavést specifická pravidla pro mladší závodníky či pro starší závodníky s nižší výkonností, tzv. TeamGym Junior, která jsou jednodušší obdobou pravidel TeamGym. Rozdíly jsou například v počtu závodníků tvořící tým (6 - 12 závodníků), v nižších požadavcích na obtížnost nebo kompozici, v menší ploše pro pohybovou skladbu (14 x 14 metrů) či v kratším limitu pro pohybovou skladbu (délka od 1 minuty 30 sekund do 2 minut 15 sekund pro nejmladší kategorii) apod.

### Malý TeamGym
Ze soutěže Malý TeamGym je vypuštěna disciplína Pohybová skladba. Nejčastěji se jí účastní závodníci z nejmladší kategorie (6-11 let). Cílem je také zpřístupnit soutěže v tomto sportu co nejvíce závodníkům.